# بريا روبرتس
بريا روبرتس (بالإنجليزية: Bria Roberts)‏ هي مدونة وممثلة أمريكية، ولدت في القرن العشرين.

## وصلات خارجية
- بريا روبرتس على موقع IMDb (الإنجليزية)
- بريا روبرتس على موقع قاعدة بيانات الفيلم (الإنجليزية)